# Manfred Bräuhäuser
Manfred Bräuhäuser (* 21. April 1881 in Sindelfingen; † 29. Oktober 1967 in Stuttgart) war ein deutscher Geologe.

## Leben
Bräuhäuser studierte Mathematik und Naturwissenschaften in Lausanne, München und Stuttgart und wurde 1904 in Tübingen in Geologie bei Ernst Koken promoviert (über eiszeitliche Ablagerungen der Gegend um Kirchheim). Danach ging er in die geologische Landesaufnahme von Württemberg (damals eine Abteilung des Statistischen Landesamts) in Stuttgart, die gerade unter Adolf Sauer gegründet worden war. In diesem Rahmen kartierte er in Württemberg und war an vielen geologischen Karten im Maßstab 1:25.000 beteiligt. 1919 habilitierte er sich an der TH Stuttgart und 1923 wurde er dort Nachfolger von Sauer auf dem Lehrstuhl für Mineralogie und als Leiter der Geologischen Landesaufnahme. Der erste hauptamtliche Leiter des Landesamts (Landesgeologe) war erst 1939 Manfred Frank (1905–1976), der auch 1931 bis 1944 Geologie an der TH Stuttgart lehrte. Bräuhäuser leitete aber nochmals 1946 bis 1948 das geologische Landesamt kommissarisch. Nach dem Krieg war er am Neuaufbau des Instituts und Lehrbetriebs beteiligt. 1951 ging er in den Ruhestand. Sein Nachfolger als Professor war Hermann Aldinger (1902–1993).
Er befasste sich besonders mit Geologie des Pleistozäns in Oberschwaben.
1950 wurde er Ehrenmitglied des Oberrheinischen Geologischen Vereins und 1951 Ehrenmitglied des Vereins für vaterländische Naturkunde in Württemberg.

## Schriften
- Die Bodenschätze Württembergs. Eine Übersicht über die in Württemberg vorhandenen Erze, Salzlager, Bausteine, Mergel, Tone, Ziegelerden, Torflager, Quellen usf., ihre Verbreitung, Gewinnung und Verwertung. Schweizerbart 1912
- mit Jakob Stoller: David Geyer: Beiträge zur Stratigraphie des Cannstatter Diluviums Carl Grüninger, Stuttgart, 1909